# Dirhabdilaimus leuckarti
Dirhabdilaimus leuckarti är en rundmaskart. Dirhabdilaimus leuckarti ingår i släktet Dirhabdilaimus och familjen Diplogasteroididae. Inga underarter finns listade i Catalogue of Life.